# William Moseley
William Peter Moseley (født 27. april 1987) er en engelsk skuespiller. Han er mest kendt for at have spillet Peter Pevensie i filmen Narnia: Løven, heksen og garderobeskabet fra 2005, Narnia: Prins Caspian fra 2008 og efterfølgeren Narnia: Morgenvandrerens rejse fra 2010. Han har blandt andet også spillet en lille rolle som Forrester i en tv-version af Goodbye, Mr. Chips fra 2002.
William Peter Moseley blev født i Sheepscombe, Gloucestershire, England. Han har villet være skuespiller siden han var 10 år gammel. William er den ældste ud af 3 børn.

## Filmografi
| År   | Titel                                    | Rolle          | Note(r)     |
| ---- | ---------------------------------------- | -------------- | ----------- |
| 1998 | Cider with Rosie                         | Statist        | Ukrediteret |
| 2002 | Goodbye, Mr. Chips                       | Forrester      | Ukrediteret |
| 2005 | Narnia: Løven, heksen og garderobeskabet | Peter Pevensie |             |
| 2008 | Narnia: Prins Caspian                    | Peter Pevensie |             |
| 2010 | Narnia: Morgenvandrerens rejse           | Peter Pevensie |             |

2018 the little mermaid